# 潭墘村 (嘉義縣)
23°30′33.1″N 120°16′38.0″E / 23.509194°N 120.277222°E
潭墘村位於臺灣嘉義縣六腳鄉正中心，現任村長為侯水順先生(2016年-)。
墘，是旁邊或附近的意思。潭墘的地名由來，就是因為墾殖的先民，沿著村內數座大池塘邊蓋起了住家，成為聚落之後，舊稱即為潭仔墘(台語)，現今稱為潭墘村。因為這些大小池塘塘底的淤泥，十分適合燒製紅磚及屋瓦，帶動了村子興旺的窯業，所以舊時有十七座磚窯。但1958年台灣的八七水災，整個村子被大水席捲，十幾間的窯廠損失慘重，後逐漸不敵其它地方新式燒窯器械的引進，水災後十數年間一一關廠，目前村里仍保有廢棄的窯洞，部分遺跡內仍有燒製的磚頭。
聚落形成後直至日治時期，因信仰興建的池王廟也延留至今。

## 地理
位於東經120度16分38.0秒，北緯23度30分33.1秒，東並鄰三義村、塗師村，西有魚寮村、六腳村、六南村、正義村等村，南連溪厝村，北邊則是竹本村。

## 轄區面積
4.0200平方公里。

## 人口基本資料
1994年人口原為1225人，現有人口1006人(2017年11月)，男女比例為531人：475人。

## 聚落歷史
明永曆22年（1668年）時由林寬老、李達開墾，因村落位於潭邊，故得潭仔墘之名，日治時期劃分區域大字接續延用為潭墘一名(1920年-1945年之間，屬台南州，東石郡，六腳庄內轄域的17個大字，分為六腳、更寮、林內、潭墘、竹子腳、後崩山、下雙溪、灣內、蒜頭、大塗師、三姓寮、港尾寮、雙涵、溪墘厝、六斗尾、蘇厝寮、崙子)；國民政府來台之後簡化為潭墘村。
聚落後期以陳、侯兩姓佔多數人口，由於陳、侯、廖、周等姓都有公廳，所以聚落內部有數個小地名，例如：姓周巷是周姓宗族聚居地區。大坵園位於潭墘村北部地帶，侯姓祖先（侯仔堆）來此開耕時，為一大片面積，一甲五分多的大旱園，故名。豎行發音為「Khiā-tsōa」，位水潭東側的陳姓聚居區，因住屋呈行行地排列整齊而得名。 後壁廍，昔日此地設有2處糖廍(砂糖製造場所)，後壁廍位於村落之東南邊，離潭仔墘較遠，所以名為後壁廣廍，簡稱後壁廍。崙仔頂：此地是潭墘地區最西南方的居民點，為潭墘村西通往六腳、中溝，南達溪墘厝的出入門戶。昔日此地原有一小沙崙，村落因居此地勢較周圍高，故得名。為侯姓集居區。

## 教育
潭墘村轄區內目前公有教育單位，僅有蒜頭國小港墘分校，該校創立於1974年8月1日，目前分校主任為曾鈺銘先生，全校班級共6班，學生人數約40人，教職員有8人。

## 文化資源
池王廟主祀池府千歲，係先民入墾本地時，由大陸迎入之開基神，原初神像安奉在庄皮一處民宅，年中會有祭祀，另外蓋壇舉行演戲祭典。至明治三十二年（1899），侯墩發起鳩資二百六十元，創設廟宇於嘉義縣六腳鄉潭墘村113號，例年定六月十八日祭典，位。戰後，廟貌日漸陋舊，當任村長陳宗瑞，發起集金，於民國四十六年（1957年），加以油漆刷新，並增建拜亭，成為現在之廟貌，現主祀神明為池府王爺、清水祖師及城隍爺，陪祀神明為九天司命真君、土地公。